# رقية مروي

رقية مروي (بالفرنسية: Rakiya Maraoui-Quétier)‏ (من مواليد 12 سبتمبر 1967 في المغرب) هي عداء فرنسية، متخصصة في ركض المسافات الطويلة والعدو الريفي.تميزت مشاركتها بطولة أوروبا لركض المسافات الطويلة بالفوز باللقب عام 1999 في سلوفينيا، جنبا إلى جنب مع فاطمة يفلين وفاطمة حجامي.

## روابط خارجية
- رقية مروي على موقع الاتحاد الدولي لألعاب القوى (الإنجليزية)
- رقية مروي على موقع الاتحاد الفرنسي لألعاب القوى (الفرنسية)
- رقية مروي على موقع أوليمبيديا (الإنجليزية)